# Mycalesis fernandina
Mycalesis fernandina är en fjärilsart som beskrevs av Schultze 1914. Mycalesis fernandina ingår i släktet Mycalesis och familjen praktfjärilar. Inga underarter finns listade i Catalogue of Life.